# An Up-to-Date Lochinvar
Pour plus de détails, voir Fiche technique et Distribution.
An Up-to-Date Lochinvar est un film muet américain réalisé par Dell Henderson, écrit par Leona Radnor et sorti le 20 février 1913 aux États-Unis.

## Fiche technique
- Réalisation : Dell Henderson
- Scénariso : Leona Radnor
- Format : Noir et blanc - Muet
- Pays de production :  États-Unis
- Langue : anglais
- Date de sortie : 20 février 1913

## Distribution
- Florence Lee : Dora
- William J. Butler : père de Dora
- Sylvia Ashton : mère de Dora
- Edward Dillon : C.O.D
- Gus Pixley : premier prétendant
- William A. Carroll : deuxième prétendant
- Kate Toncray : mère de C.O.D